# Circle of Sig-Tiu
Circle of Sig-Tiu war eine deutsche Punk-Band, die um 1984/85 in Bingen gegründet wurde. Die Band ging 1984 aus der Vorgängergruppe Aus-98 hervor, die 1983 die selbstproduzierte Single Alles fällt / Schwarze Raben veröffentlichte. Kernmitglieder waren Sänger Josef Maria „Jay Kay“ Klumb, Rhythmusgitarrist Raymond Plummer und Lead-Gitarrist Siggi Grampe, während die Bassisten und Schlagzeuger mehrmals ausgetauscht wurden. Bedeutung kommt der Gruppe ferner dadurch zu, dass ihre Gründungsmitglieder Klumb und Plummer sich nach dem Ende von Circle of Sig-Tiu vom Punk abwandten und andere, teilweise sehr erfolgreiche, aber auch wegen einer vermuteten Nähe zum Rechtsextremismus umstrittene Projekte wie Forthcoming Fire, Weissglut, Von Thronstahl oder The Days of the Trumpet Call aufzogen.

## Geschichte
Die Band debütierte 1985 mit der LP Feuer + Asche (Sonic Records), auf der beide Stücke der Aus-98-Single wiederverwertet wurden, und veröffentlichte auf dem Sampler Wie lange noch? das Lied Fahnenflucht. 1985 produzierte die Gruppe einen Sampler mit dem Titel Kulturschockattacke (Erscheinungsjahr 1986), auf dem Punk- und Hardcore-Bands aus der näheren und ferneren Umgebung (z. B. WKZ aus Ludwigshafen und Rabatz aus Bonn) zu hören waren. Der 2. Teil, dem das gleiche Konzept zu Grunde lag, folgte zwei Jahre später. 1986 erschien die zweite LP Signs of Time (wieder auf Sonic), die es sogar zu einer Besprechung in der Bravo brachte.
Mit der europaweiten Explosion der Hardcore-Szene Mitte/Ende der 1980er-Jahre verlagerten sich die Aktivitäten der Band vom eher ländlich geprägten Bingen in andere damals hochfrequentierte Auftrittsorte wie z. B. Geislingen.
1987 gründete Bassist Hüsseyn Eksi ein eigenes Label, EXs Records, auf dem die EP Signals on Tiusday und die letzte LP We Come with Love but Not for Peace erschienen. Auf den letzten beiden Veröffentlichungen spielten christlich-mythologisch inspirierte Texte wie Stay by My Side (Jesus) und Dear Lord eine große Rolle, was der Gruppe auch einige Kritik einbrachte. In den Liner Notes der LP bezeichnet Klumb seine Kritiker als reaktionäre Masse und stilisiert sich selbst als missverstandene Lichtgestalt. Überhaupt schien die Gruppe keine wirkliche Einheit, sondern eher Mittel zum Zweck, Klumb, der fast sämtliche Texte selber schrieb, in Szene zu setzen. Deutliche Hinweise darauf sind (neben dem Begleittext der LP) die häufigen Besetzungswechsel und die Tatsache, dass Musiker, die zwar mitspielten, aber nicht zur Band gehörten, selbst auf den Plattencovern nicht als Bandmitglieder aufgeführt, sondern auf kleinen separaten Fotos gezeigt wurden.
1988 löste Klumb die Band auf und veröffentlichte eine Solo-LP mit dem Titel And All Your Glamour Will Turn into Dust auf dem Punk-Label Suppenkazpers Noize Imperium. Auf diesem musikalisch sehr vielseitigen Album war von der textlichen Untergangsstimmung der ersten beiden LPs der Band faktisch nichts mehr übrig, stattdessen handelten die von alltäglichen Themen wie Frauen, Partys, Liebeskummer und ähnlichem. Im Begleittext findet sich ein Verweis auf Klumbs Gedichtband mit dem programmatischen Titel Jenseits aller Welt und Zeit, dem später noch der eine oder andere folgen sollte.  Währenddessen wandten sich Steffen Bertram und  Nikolaus Mertens dem christlichen Glauben zu und veröffentlichten bei Pleitegeier Records unter dem Bandnamen Sons of Liberty ein Rockmusik-Album.
1990 meldete Klumb sich mit der Gruppe Forthcoming Fire zurück. Seine Zusammenarbeit mit Werner Symanek, Inhaber des vom Verfassungsschutz NRW als rechtsextrem eingestuften Verlags VAWS wird von einigen Szenebeobachtern kritisch beäugt. Ihnen wird vorgeworfen, die Schwarze Szene mit nationalistischem und sozialdarwinistischem Gedankengut beeinflussen zu wollen. Diverse Aktivitäten rückten Klumb außer ins Visier des Verfassungsschutzes auch in das diverser antifaschistischer Gruppen, die rechte Tendenzen in der Dark-Wave-Szene inhaltlich auf Vorträgen thematisierten und Auftritte von Forthcoming Fire und Klumbs weiteren Projekten Von Thronstahl und Preussak verhinderten.
1991 erschienen auf dem Noisegate-Sampler die Lieder Golden Calf und Silent Dreams, 1995 Virus und dem Aus-98-Titel Schwarze Raben auf dem von Klumb herausgebrachten Sampler Godfathers of German Gothic II, wobei der Gesang bei Virus „nachträglich noch einmal gedoppelt worden“ ist. 2007 erschien die Kompilation Testamentum bei VAWS, die einen Überblick über die Jahre 1980–1988 gibt und neben Album- und Sampler-Stücken auch unveröffentlichte Lieder von Circle of Sig-Tiu und Aus-98 enthält.

## Musikstil und Texte
Circle of Sig-Tiu spielte eine Mischung aus Dark Wave und Hardcore; Plummer bezeichnet sie als eine Art Crossover-Punk-Band, Klumb beschreibt sie gegenüber dem Stigmata magazine als frühe „punk-goth-metal band“ und schreibt im Beiheft zu Godfathers of German Gothic II, die Band habe „verschiedene Dekaden“ durchlaufen, „angefangen mit POSITIV-PUNK und GOTHIC, über Hardcore-Punk zu hartem Rock‘n Roll und fast metallmäßigen Klängen“. Auf der Seite Guts of Darkness hingegen werden ihre Anfänge im Hardcore und die spätere Musik im Gothic Rock verortet, auf Sturmzeit.net wird die ursprüngliche Musik als dunklerer Punk bezeichnet, der sich zunehmend anderen Genres zugewandt und Gothic-Metal- und New-Wave-Aspekte aufgenommen habe (der tatsächliche Gothic Metal entstand jedoch erst nach dem Ende der Band).
In den Texten der Band beschäftigte Klumb sich „speziell mit dem Untergang und Zerfall der Zivilisation“, wobei er laut Ingo Taler „anstatt eindeutiger Aussagen Metaphern als Botschaften benutzte“. Mit der Behandlung des Verfalls der okzidentalen Zivilisation wurde das Thema des Chaos auf eine für Punk-Bands unübliche Art thematisiert, dazu schien Klumbs Faszination für Mystik in seinen Texten durch. Aufgrund ihrer Symbolik wurde die Gruppe von Lars Andersen von der Zeitung Junge Freiheit Circle of Sig-Tiu als „okkult-trashige Band“ bezeichnet. Sig und Tiu sind altgermanische Runen, die mittlerweile vor allem in der Neonazi-Szene (z. B. auf Kleidung der Marke Thor Steinar) Verwendung finden. Das Z im Liedtitel Schwarze Raben auf der Aus-98-Single ähnelte einer Wolfsangel. Auf Schallplattencovern, Labels und den Jacken der Bandmitglieder prangte ein Symbol, das eine Ähnlichkeit zu einem Hakenkreuz aufweist, aber auch mit dem Logo der Anarcho-Punk-Band Crass vergleichbar ist. Nazistisch angehauchte Ästhetik war bei Punk-Bands dieser Zeit jedoch nicht ungewöhnlich, und in den späten 1980er Jahren erschienen Stücke von Circle of Sig-Tiu auf Punk- und Hardcore-Samplern wie Wie lange noch? (Double A 1985) und Life is a Joke Vol. 3 (1987, Weird System) eindeutig antifaschistisch eingestellter Firmen. Dennoch unterstellt das Autorenkollektiv Ingo Taler, die Botschaft des Lieds But No One Cries könne „als antisemitisches Plädoyer interpretiert werden“. Der „Schwan mit der blutenden Wunde“ im Lied könne „als Sinnbild für ein ‚krankes Deutschland‘“ werde „von ‚Kälbern aus Gold‘, dem Götzenbild der Israeliten in Form von Reichtum und Macht, beherrscht“. Wegen Klumbs späterer Aussagen handle es sich „um keine abwegige Interpretation“, und die posthume Veröffentlichung Testamentum bei VAWS von 2007 beweise „[d]ie Anbindung von Circle Of Sig-Tiu an die extreme Rechte“.

## Diskografie
- 1985: Feuer + Asche (Sonic)
- 1986: What’s Harder than Live? (Livealbum auf Kassette, kein Label)
- 1987: Signs of Time (Sonic)
- 1987: Signals on Tiusday (EP, EXs Records)
- 1987: We Come with Love but Not for Peace (EXs Records)
- 1987: Z Siege (Split-EP mit Cólera, Dunkle Tage und W.D.M., Bunker Musik)
- 2006: Testamentum (Kompilationsalbum, VAWS)

### Samplerbeiträge
- 1985: Fahnenflucht auf Wie lange noch? (Double A Records)
- 1990: But Every Sunday Morning auf 1984 the Fourth (New Wave Records)
- 1991: Golden Calf und Silent Dreams auf Noisegate (Eigenproduktion)